# 鼓膜張筋
鼓膜張筋（こまくちょうきん、英語：Tensor tympani muscle、ラテン語：Musculus tensor tympani）は、耳小骨筋のひとつである。耳管軟骨部で起始し、耳小骨（ツチ骨柄の根元近く）に停止する。下顎神経（鼓膜張筋神経）に支配され、アブミ骨筋とともに音を調節し、小さくする。顔面神経麻痺では、音を調節できないため、音が大きくなり、耳鳴りを訴える。

## 追加画像

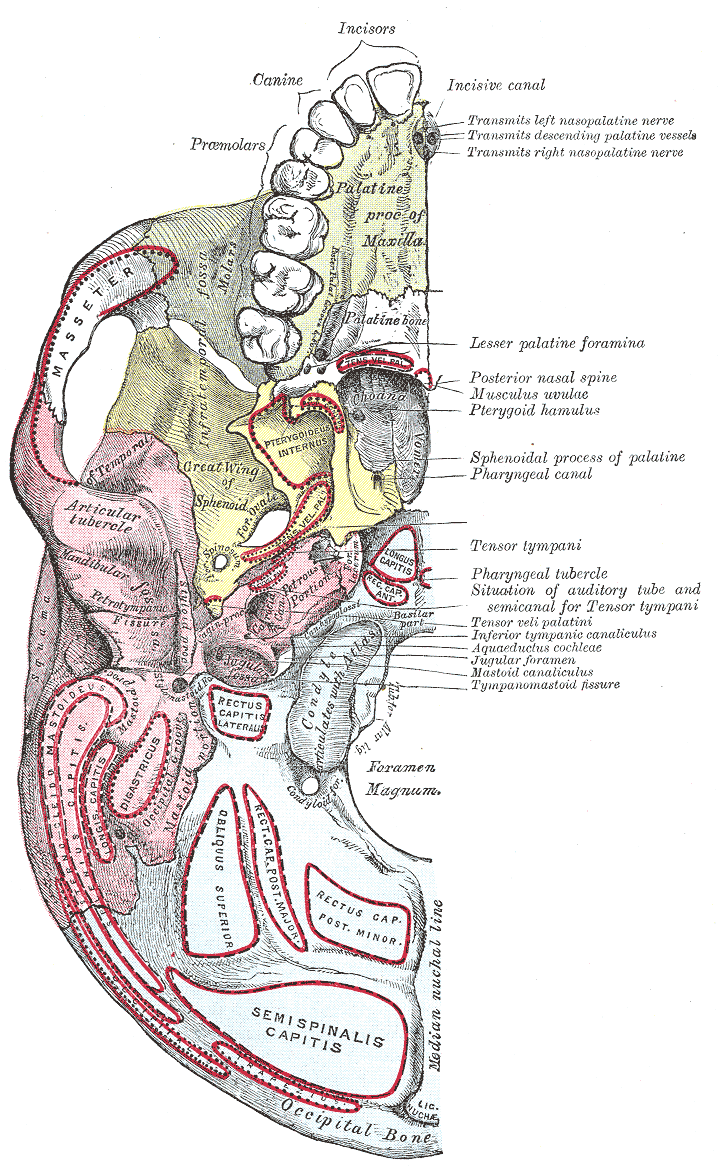
Base of skull. Inferior surface.
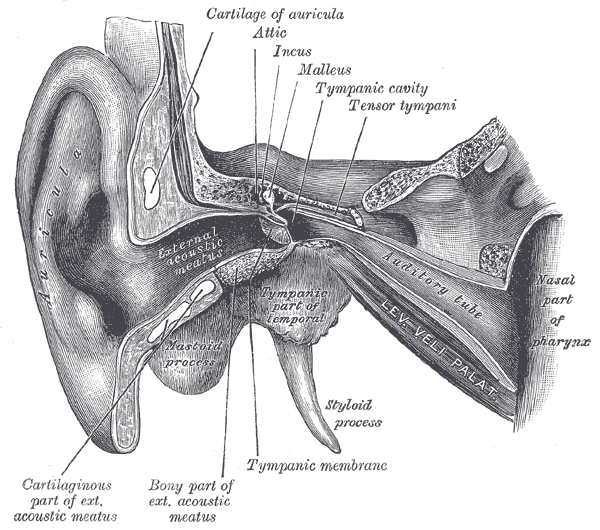
External and middle ear, opened from the front. Right side.
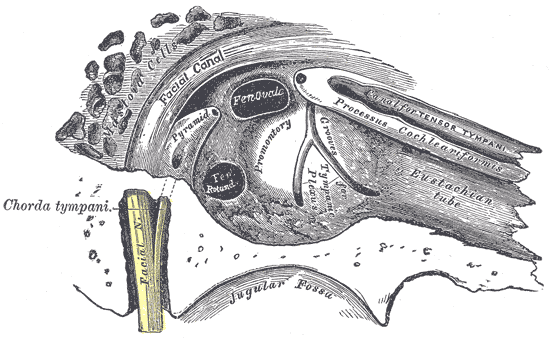
View of the inner wall of the tympanum (enlarged.)
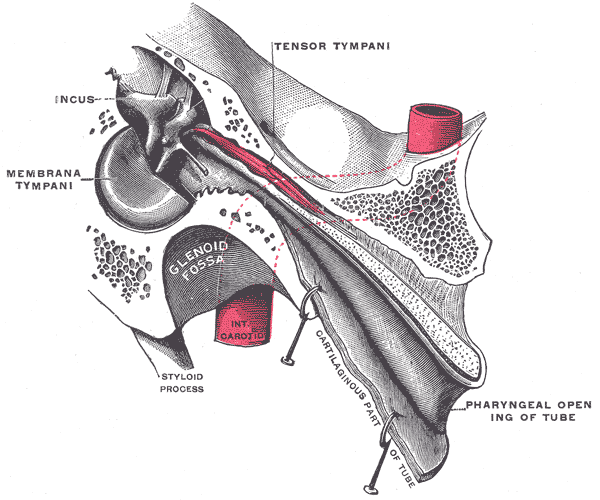
Auditory tube, laid open by a cut in its long axis.